# 11 ianuarie
ianuarie • februarie • martie  • aprilie  • mai  • iunie  • iulie  • august  • septembrie  • octombrie  • noiembrie  • decembrie
11 ianuarie este a 11-a zi a calendarului gregorian. Mai sunt 354 de zile până la sfârșitul anului (355 de zile în anii bisecți).

## Evenimente

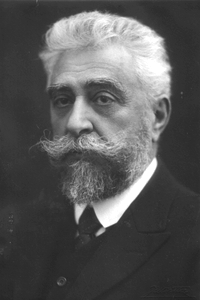
1909: Ionel I.C. Brătianu este ales președinte al Partidului Național Liberal.

- 0532: Imperiul Bizantin: A început, la Constantinopol, răscoala Nika, care a fost reprimată de către comandantul militar Belisarius, răsculații fiind masacrați în hipodrom.[1]
- 1055: Teodora este încoronată împărăteasă a Imperiului bizantin.[2]
- 1158: Vladislav al II-lea devine rege al Boemiei.
- 1569: Prima loterie despre care sunt date istorice în Anglia.[3]
- 1571: Nobilimea austriacă obține libertatea religioasă.
- 1600: Împăratul Rudolf al II–lea primește solia lui Mihai Viteazul, condusă de banul Mihalcea, care cerea recunoașterea domnului român ca principe al Transilvaniei.
- 1654: Războiul Arauco: O armată spaniolă este învinsă de localnici mapuche-huilliches în timp ce încearcă să traverseze râul Bueno în sudul Chile.[4]
- 1787: Astronomul britanic de origine germană William Herschel descoperă Titania și Oberon, doi sateliți ai lui Uranus.
- 1851: În China, taipinii proclamă "Statul ceresc al marii păci" (Tai Pin Tien Cuo) (Căderea Nankinului la 19 iulie 1864; înfrângerea războiului țărănesc al taipinilor).
- 1865: A avut loc la Cernăuți prima adunare a "Societății pentru cultura și literatura română din Bucovina".
- 1879: Începe Războiul anglo-zulus.
- 1908: Zona din jurul Marelui Canion este declarată Monument Național de către președintele american Theodore Roosevelt.
- 1909: Congresul Partidului Național Liberal îl alege pe Ionel I.C. Brătianu președinte.
- 1922: Frederick Banting și Charles Best reușesc primul tratament de succes al unui diabetic cu insulină.
- 1923: Franța și Belgia ocupă zona Ruhr ca urmare a refuzului Germaniei de a plăti despăgubirile de război.

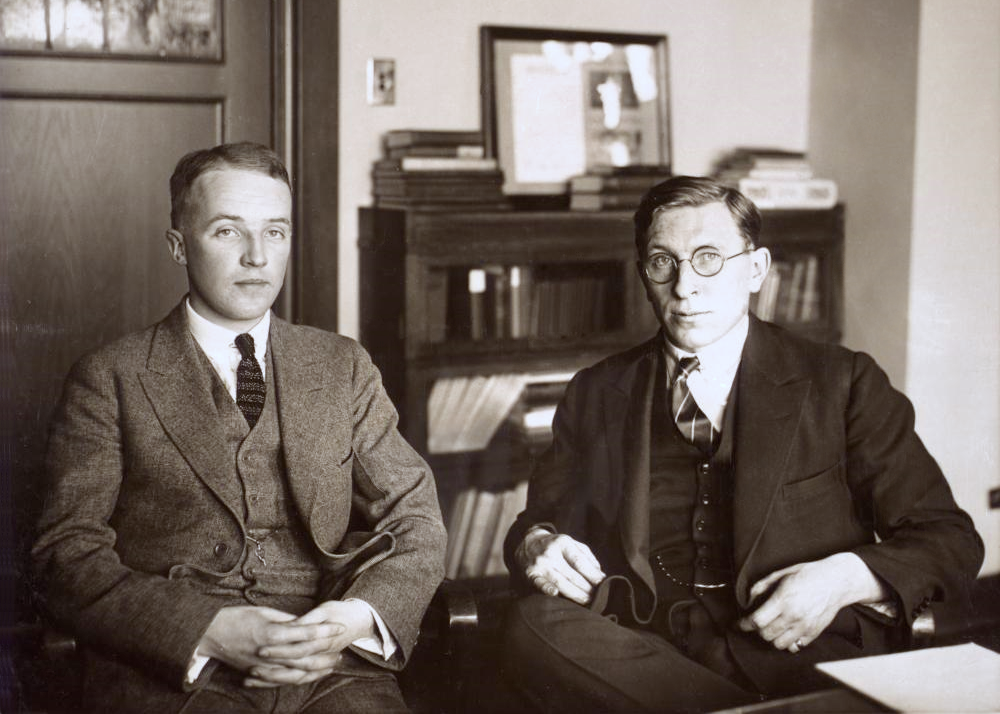
Frederick Banting (dreapta) și Charles Best reușesc primul tratament de succes al unui diabetic cu insulină.

- 1935: Amelia Earhart devine prima persoană care zboară singură din Hawaii în California.
- 1940: Are loc premiera baletului "Romeo și Julieta" de Serghei Prokofiev, la Leningrad.
- 1943: S-a încheiat protocolul româno-german prin care România se angaja să continuie războiul, cu condiția ca Germania să sporească ajutorul militar destinat echipării trupelor românești.
- 1946: Proclamarea Republicii Albania.
- 1952: Crearea "Comisiei ONU pentru Dezarmare".
- 1958: Ion Gheorghe Maurer este ales președinte al Prezidiului Marii Adunări Naționale.
- 1962: În timp ce era legat de debarcaderul său din Polyarny, submarinul sovietic B-37 este distrus când izbucnește un incendiu în compartimentul său pentru torpile.
- 1962: Erupția vulcanului Huascaran în Peru; se înregistrează 4.000 de morți.
- 1982: NATO condamnă URSS pentru sprijinul acordat generalului Jaruzelski în acțiunile de descurajare a manifestațiilor de protest din Polonia.
- 1990: S-a înregistrat Partidul Național Țărănesc Crestin-Democrat (PNȚCD), avându-l ca lider pe Corneliu Coposu, unul dintre colaboratorii apropiați ai lui Iuliu Maniu.
- 1998:  Peste 100 de persoane sunt ucise în masacrul de la Sidi-Hamed din Algeria.[5]

## Nașteri
- 1638: Niels Stensen, anatomist, geolog, preot danez, considerat părintele geologiei și stratigrafiei (d. 1686)
- 1673: Christian August de Holstein-Gottorp, bunicul matern al țarinei Ecaterina cea Mare (d. 1726)
- 1757: Alexander Hamilton, primul secretar al trezoreriei americane (d. 1804)
- 1812: Carol Popp Szathmary, pictor și fotograf român (d. 1887)

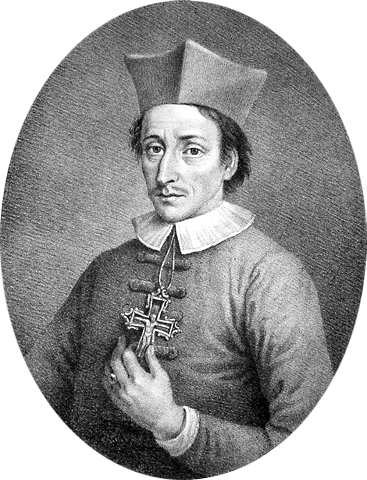
Niels Stensen, anatomist, geolog danez
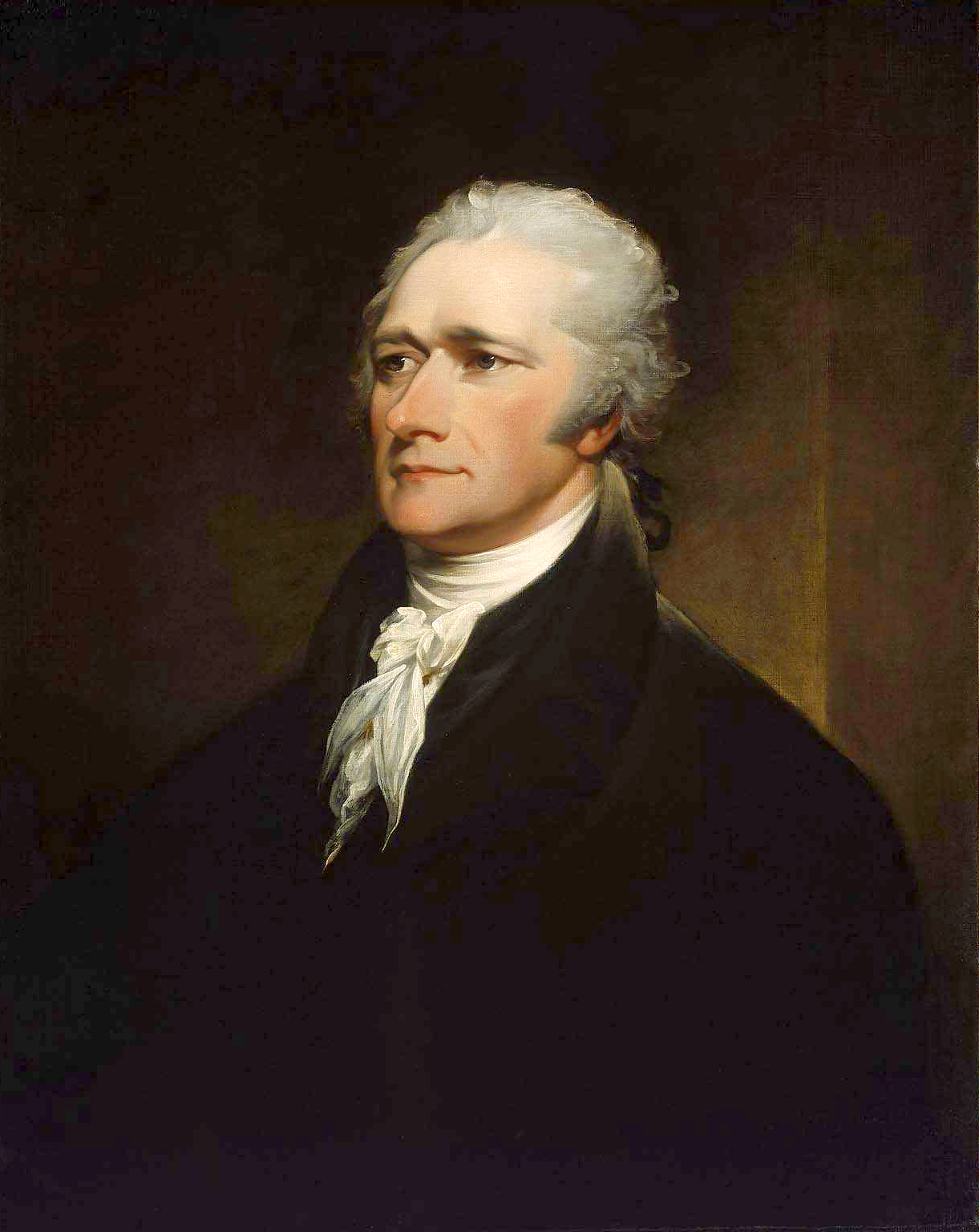
Alexander Hamilton, politician, om de stat american
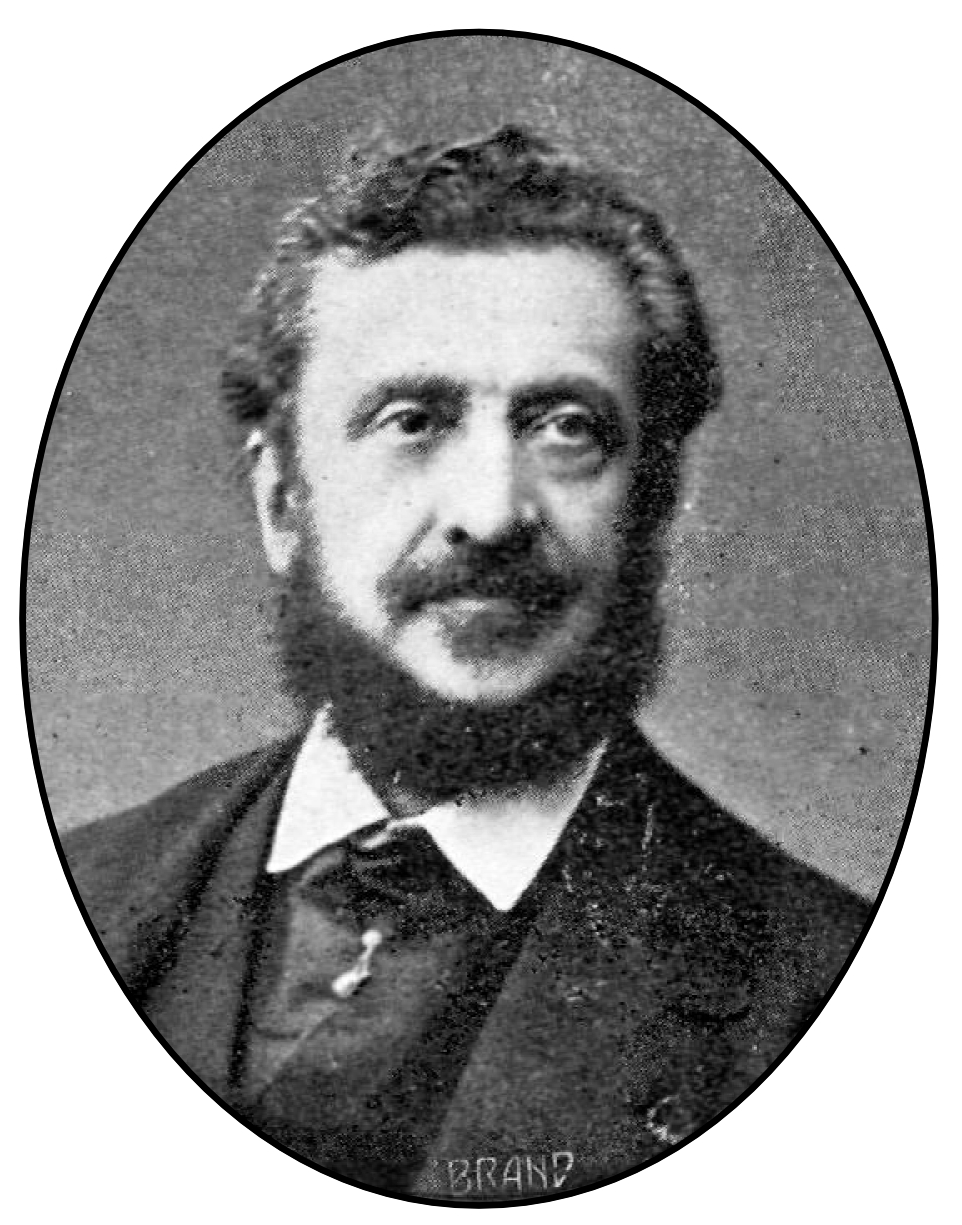
Carol Popp Szathmary, pictor și fotograf român

- 1849: Ignacio Pinazo Camarlench, pictor spaniol (d. 1916)
- 1878: Zaharia Bârsan, dramaturg român (d. 1948)
- 1901: Joachim Ernst, Duce de Anhalt (d. 1947)
- 1903: Alan Paton, scriitor sud african (d. 1988)
- 1906: Boris Caragea, sculptor,  membru corespondent al Academiei Române (d. 1982)
- 1906: Albert Hofmann, chimist elvețian (d. 2008)
- 1916: Bernard Blier, actor francez (d. 1989)
- 1926: Leonid Dimov, poet român (d. 1987)
- 1934: Jean Chrétien, prim-ministru al Canadei
- 1943: Florin Manolescu, critic, istoric literar și prozator român (d. 2015)
- 1946: Tony Kaye, muzician britanic (Yes)
- 1947: Yukio Hatoyama, politician japonez, prim-ministru al Japoniei (2009-2010)
- 1949: Terry Williams, baterist britanic (Dire Straits)
- 1956: Mihai Tănăsescu, politician român
- 1968: Titus Corlățean, politician român
- 1970: Daniel Buda, politician român
- 1971: Mary J. Blige, cântăreață americană de R&B și hip-hop
- 1973: Rockmond Dunbar, actor american
- 1975: Matteo Renzi, om politic italian, fost prim-ministru
- 1986: Oana Ban, gimnastă română

## Decese
- 0314: Papa Miltiade
- 0705: Papa Ioan al VI-lea
- 1843: Francis Scott Key, avocat, magistrat și poet amator american (n. 1779)
- 1865: Alexandru Depărățeanu, dramaturg și poet român (n. 1834)
- 1910: Teohari Antonescu, arheolog, istoric și pedagog universitar român (n. 1866)

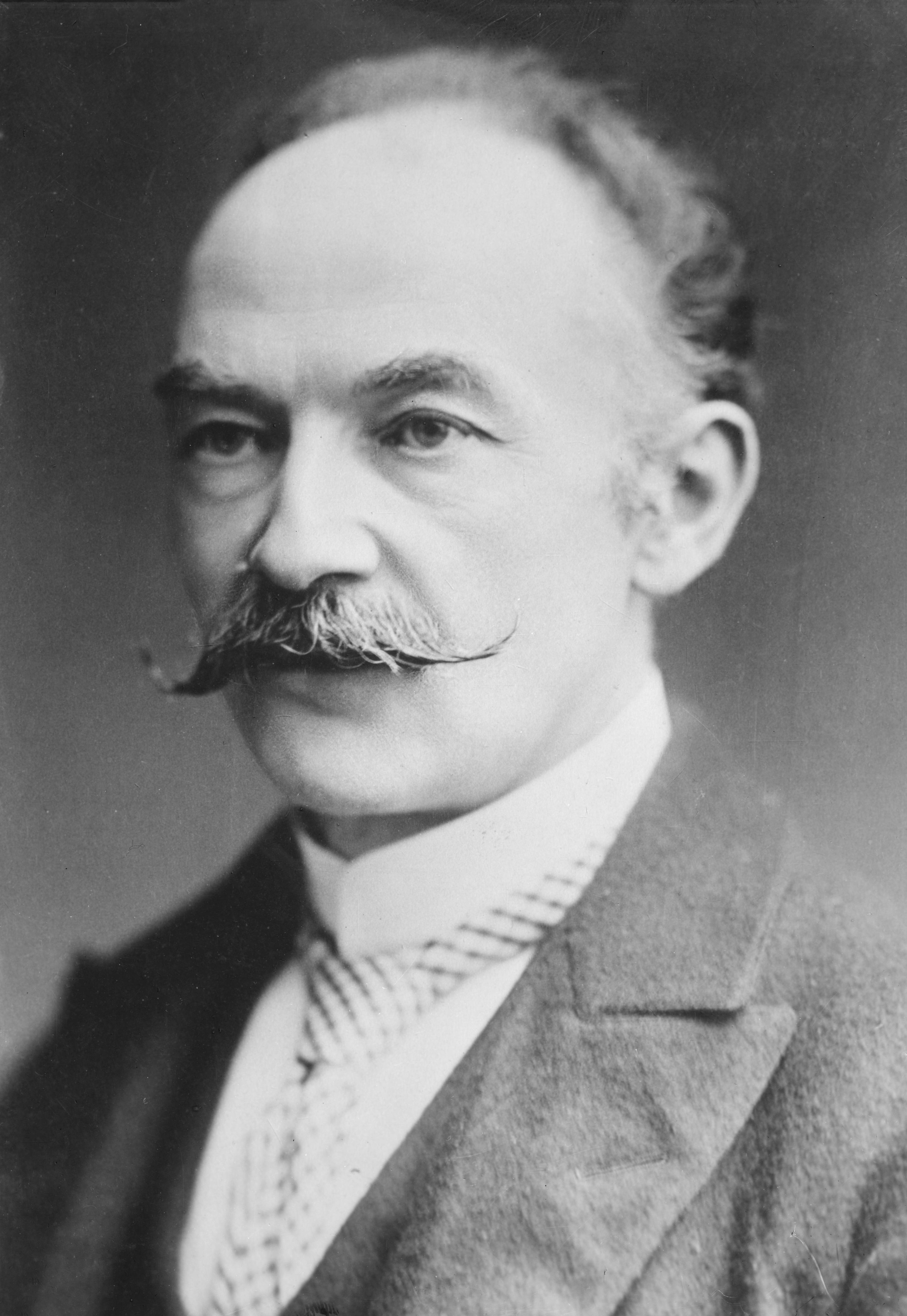
Thomas Hardy, scriitor englez
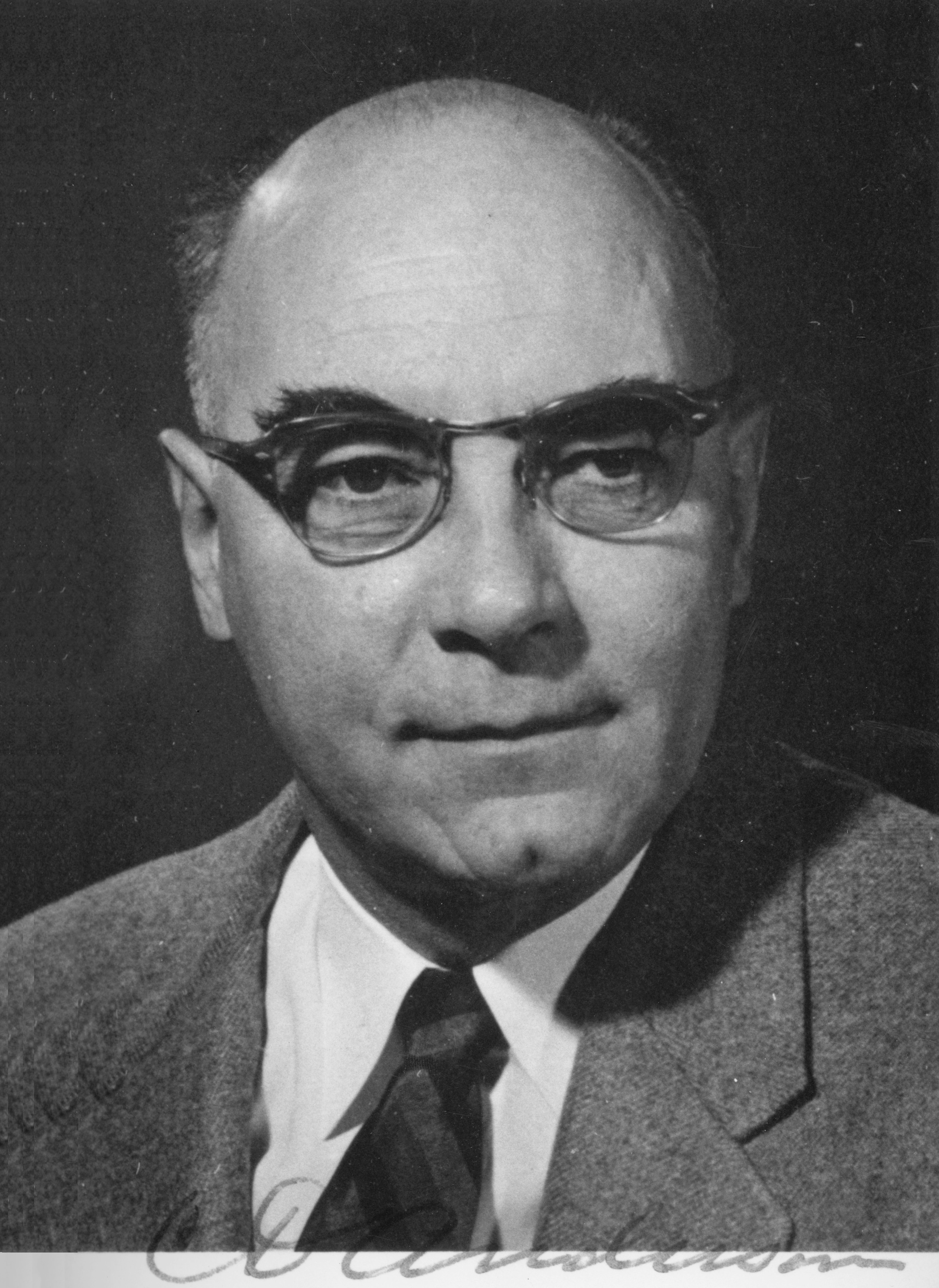
Carl David Anderson, fizician american, laureat Nobel
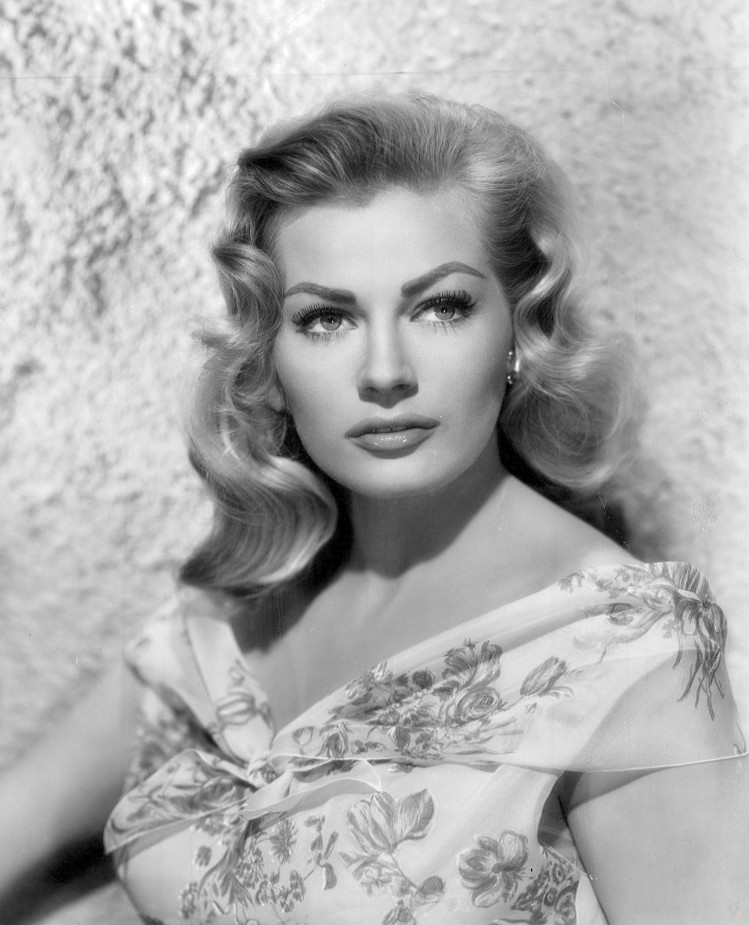
Anita Ekberg, actriță italiană de origine suedeză

- 1915: Oscar Obedeanu, artist plastic român (n. 1868)
- 1923: Regele Constantin I al Greciei (n. 1868)
- 1928: Charles Filiger, pictor francez (n. 1963)
- 1928: Thomas Hardy, scriitor englez (n. 1840)
- 1941: Emanuel Lasker, matematician, filosof și jucător german de șah (n. 1868)
- 1955: Prințesa Elisabeta a Greciei și Danemarcei (n. 1904)
- 1968: Isidor Isaac Rabi, fizician american, laureat al Premiului Nobel (n. 1898)
- 1972: Eugeniu Speranția, poet și eseist român (n. 1888)
- 1991: Carl David Anderson, fizician american, laureat al Premiului Nobel (n. 1905)
- 2001: Prințesa Vera Constantinovna a Rusiei, strănepoata Țarului Nicolae I al Rusiei (n. 1906)
- 2003: Mickey Finn, muzician britanic (n. 1947)
- 2012: Ion Focșa, actor român de teatru și film, regizor (n. 1925)
- 2013: Aaron Swartz, programator american (n. 1986)
- 2014: Ariel Șaron general și politician israelian, al 11-lea prim-ministru al Israelului (n. 1928)
- 2015: Anita Ekberg, actriță italiană de origine suedeză (n. 1931)
- 2019: Michael Atiyah, matematician britanic (n. 1929)
- 2021: Bogdan-Iulian Macovei, handbalist român și antrenor principal (n. 1953)
- 2022: David Sassoli, politician italian, președinte al Parlamentului European (din 2019) (n. 1956)

## Sărbători
- Sf. Cuv. Teodosie cel Mare, începătorul vieții călugărești de obște din Palestina (calendar creștin-ortodox; calendar greco-catolic; calendar romano-catolic)
- Sf. Cuv. Vitalie (calendar creștin-ortodox)
- Sf. Honorata (calendar romano-catolic)

- Albania: proclamarea Republicii (1946)
- Ziua Națională a Artei Fotografice (România)